# Résiliation d'un bail commercial en droit français
Le bail commercial étudié en cet article, concerne exclusivement celui qui a été conclu ou renouvelé depuis le 1er septembre 2014 répertorié sous Identifiant Européen de la Législation (European Legislation Identifier, ELI).
Depuis le 1er janvier 2020, en matière civile, le recours à un Avocat est obligatoire pour l'ensemble des questions relatives aux baux commerciaux (de même pour les contestations relatives à la fixation du prix du bail révisé ou renouvelé).
En droit des baux commerciaux, le contrat de bail a en principe une durée de neuf années minimum mais ledit bail, étant en en cours d'exécution, peut toujours faire l'objet d'une rupture, par l'effet d'un congé ou d'une résiliation anticipée.
Il convient en effet de distinguer entre la résiliation proprement dite et le congé, qui est souvent traité par les auteurs comme étant une résiliation ; cependant le congé est un acte unilatéral et qui, à ce titre, ne peut faire l'objet d'une rétractation. La résiliation proprement dite concerne donc exclusivement la résiliation judiciaire, la résiliation par le jeu d’une clause résolutoire et la résiliation amiable. Enfin, est attachée à ce cadre, la question des créanciers inscrits sur le fonds de commerce.

## Résiliation dite judiciaire
Comme tout contrat, le bail peut être résilié en cas d'inexécution par le bailleur ou par le locataire de leurs obligations. En effet, la condition résolutoire est toujours sous entendue dans les contrats synallagmatiques dès lors que l'une des parties ne respecte pas ses engagements.

## Résiliation amiable
Les parties ont la possibilité de mettre un terme à leurs relations contractuelles en procédant à la rupture du bail.
Cet acte qui constate la résiliation d'un bail à durée limitée peut donner lieu, sur présentation volontaire, à la perception du droit fixe de 125 € prévu à l'article 738, 1° du code général des impôts.

## Résiliation par clause résolutoire
Cette clause est régie par les dispositions du code de commerce. Étant précisé que le régime est d'ordre public impératif, de sorte que tout aménagement conventionnel est réputé non écrit. Il convient donc de rédiger avec soin ladite clause qui doit exprimer de manière non équivoque la commune intention des parties de mettre fin de plein droit à la convention pour tout manquement aux obligations expressément visées dans le bail.
A titre d'exemples
- Face à cette clause, le juge ne dispose d'aucun pouvoir d'appréciation : il ne peut que constater l'acquisition de la clause et la résiliation du bail[7] ;

- La clause résolutoire ayant été stipulée dans le bail au seul profit du bailleur, si celui-ci demande la poursuite du bail, le locataire ne pourra se prévaloir de l'acquisition de la clause[Jurisprudences 2].

### Violation par le preneur d’une stipulation expresse du bail
La clause qui viserait d'une manière générale toute infraction commise par le preneur ne peut produire effet et priver le magistrat de son pourvoir d’appréciation. L’appréciation de cette infraction est faite in favorem debitoris ; ainsi, pour constater l’ acquisition de la clause, les juges doivent rechercher si la clause expresse sanctionne bien l'infraction commise par le locataire.

### Mise en œuvre de bonne foi
La clause résolutoire doit avoir été mise en œuvre de bonne foi par le bailleur et non dans le but de se soustraire à des travaux lui incombant selon les clauses du bail, et réclamés par le preneur avant la délivrance de la mise en demeure.

Il incombe aux juges du fond de rechercher si la clause résolutoire n'a pas été mise en œuvre de mauvaise foi Le bailleur qui délivre un commandement visant la clause résolutoire d'un bail commercial est de mauvaise foi, s'il agit dans un esprit de vengeance et d'animosité, ou dans le but exclusif de servir son intérêt personnel, ou encore, dans des conditions telles que le preneur se trouve dans l'impossibilité matérielle d'y satisfaire dans le délai imparti.

### Nécessité d’un commandement préalable délivré par acte extrajudiciaire

#### Règles de fond
La délivrance d'un commandement nécessite de respecter les règles préalables de capacité :
A titre d'exemples
- le commandement de payer, délivré à la requête d'une personne morale dont le représentant était décédé à la date de la délivrance de l'acte, est affecté d'une irrégularité de fond qui n'est pas susceptible d'être couverte et entraîne la nullité de tous les actes subséquents[Jurisprudences 6].

Il importe peu que le manquement du preneur soit ou non irréversible,.

#### Règles de forme
La mise en œuvre d'une clause de résiliation de plein droit d'un bail commercial ne peut résulter que d'un acte extrajudiciaire. Cette formalité est impérative. La clause résolutoire insérée au bail qui impartit un délai inférieur à un mois au locataire pour s'exécuter est réputée non écrite,.
Ledit commandement doit, à peine de nullité, mentionner le délai d'un mois dont dispose le locataire pour remédier au manquement invoqué :
- La formule mentionnant, conformément à la clause résolutoire contractuelle, une exécution dans les quinze jours est sans effet[Jurisprudences 9] ;
- Est source de confusion l'indication de deux délais ne se référant pas aux mêmes conséquences de droit[Jurisprudences 10] ;

Par ailleurs, la nullité du commandement pour vice de forme ne peut pas être invoquée pour la première fois en appel dès lors que le locataire a déjà fait valoir sa défense au fond en première instance.

#### Effet libératoire
Le paiement doit être fait au bailleur ou à celui qui le représente. Plusieurs situations peuvent se présenter :
- paiement fait entre les mains de l'Avocat : l'effet libératoire se produit au moment du transfert sur le sous-compte CARPA [Jurisprudences 12];
- paiement adressé directement par chèque au bailleur : l'effet libératoire se produit dès la remise du chèque[Jurisprudences 13].

### Octroi ou refus de délais
Le juge des référés peut accorder les délais de paiement prévus à l'article 1244 du code civil sans être tenu de prendre spécialement en considération les conditions économiques prévues par le texte mais à condition qu’il relève la bonne foi du preneur et si dernier établit des moyens sérieux d'apurer sa dette dans des conditions acceptables pour le créancier.
A titre d'exemples
- le magistrat de l'évident et de l'incontestable dispose d'un pouvoir discrétionnaire de refuser tout délai, qu'il tient de l'article 1244-1 du Code civil sans avoir à motiver spécialement sa décision[Jurisprudences 15] ;
- l'octroi d'un délai de grâce par le juge paralyse les effets de la clause résolutoire et les effets des procédures d'exécution qui auraient été engagées par le bailleur, mais une fois l’ordonnance de référés rendue, le locataire devra apurer sa dette aux échéances fixées par la décision judiciaire sans attendre la signification de cette décision[9] ;
- l'ordonnance condamne le plus souvent le preneur à apurer la dette mais aussi[note 4] à régler les loyers courants[Jurisprudences 16].

### Respect de l'ordonnance de référés
Un retard de paiement dans l’échéancier fixé par le juge des référés à la suite d'un incident  technique conséquence du système informatique caractérise un cas de force majeure et ne permet pas au bailleur de délivrer un commandement de quitter les lieux et de faire établir un procès-verbal d’expulsion.

## Notification aux créanciers inscrits
Lorsque le propriétaire poursuit la résiliation d'un bail portant sur un immeuble où s'exploite un fonds de commerce, il doit notifier sa demande aux créanciers du locataire qui ont, sur le fonds de commerce de celui-ci, une inscription de privilège ou un nantissement. Cette notification vaut également lorsque les parties décident de résilier le bail amiablement. La seule action possible pour ce créancier inscrit est d’établir que cette résiliation a été conclue en fraude de ses droits.
A titre d'exemples
- Si l'assignation en résiliation du bail lui avait été dénoncée, le créancier aurait pu payer l'arriéré de loyers à la date du commandement de payer et aurait ainsi pu préserver le droit au bail et, par voie de conséquence, le fonds de commerce de la société preneuse, lequel constituait son gage[Jurisprudences 18].